# فريمانتل
فيرمنتال (Fremantle)هي مدينة تقع غرب أستراليا على بعد 14 كم من عاصمة ولاية غرب أستراليا بيرث. تعتبر فيرمنتال هي أول محطة للاستيطان البريطاني في المنطقة في عام 1829م. في عام 1929م أُعتُبِرَت مدينة. عدد سكانها يُقدر بـ 25,000 نسمة.
المدينة سُميت على اسم الكابتن البريطاني Charles Howe Fremantle. تُعرف المدينة اختصاراً بـ فريو Freo.

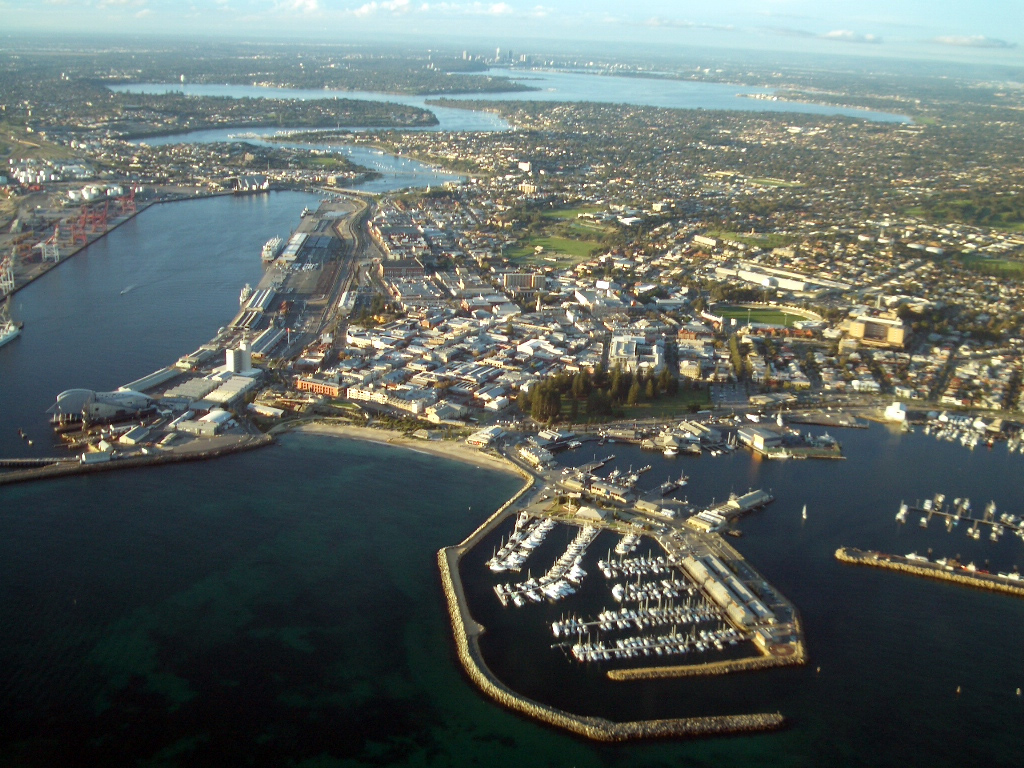
منظر علوي لمدينة فيرمنتال

## المناخ
يظهر الجدول التالي التغييرات المناخية على مدار السنة لفريمانتل:
| البيانات المناخية لـفريمانتل                  | البيانات المناخية لـفريمانتل | البيانات المناخية لـفريمانتل | البيانات المناخية لـفريمانتل | البيانات المناخية لـفريمانتل | البيانات المناخية لـفريمانتل | البيانات المناخية لـفريمانتل | البيانات المناخية لـفريمانتل | البيانات المناخية لـفريمانتل | البيانات المناخية لـفريمانتل | البيانات المناخية لـفريمانتل | البيانات المناخية لـفريمانتل | البيانات المناخية لـفريمانتل | البيانات المناخية لـفريمانتل |
| الشهر                                         | يناير                        | فبراير                       | مارس                         | أبريل                        | مايو                         | يونيو                        | يوليو                        | أغسطس                        | سبتمبر                       | أكتوبر                       | نوفمبر                       | ديسمبر                       | المعدل السنوي                |
| --------------------------------------------- | ---------------------------- | ---------------------------- | ---------------------------- | ---------------------------- | ---------------------------- | ---------------------------- | ---------------------------- | ---------------------------- | ---------------------------- | ---------------------------- | ---------------------------- | ---------------------------- | ---------------------------- |
| الدرجة القصوى °م (°ف)                         | 42.4 (108.3)                 | 41 (106)                     | 39.4 (102.9)                 | 35.8 (96.4)                  | 28.3 (82.9)                  | 26.3 (79.3)                  | 25.5 (77.9)                  | 26 (79)                      | 26.8 (80.2)                  | 36.3 (97.3)                  | 39 (102)                     | 40 (104)                     | 42.4 (108.3)                 |
| متوسط درجة الحرارة الكبرى °م (°ف)             | 27.3 (81.1)                  | 27.9 (82.2)                  | 26.4 (79.5)                  | 23.6 (74.5)                  | 20.3 (68.5)                  | 18.1 (64.6)                  | 17.1 (62.8)                  | 17.3 (63.1)                  | 18.5 (65.3)                  | 20.1 (68.2)                  | 23 (73)                      | 25.4 (77.7)                  | 22.1 (71.8)                  |
| متوسط درجة الحرارة الصغرى °م (°ف)             | 17.8 (64.0)                  | 18.1 (64.6)                  | 17 (63)                      | 14.9 (58.8)                  | 12.7 (54.9)                  | 11.1 (52.0)                  | 10 (50)                      | 10.2 (50.4)                  | 11 (52)                      | 12.3 (54.1)                  | 14.5 (58.1)                  | 16.5 (61.7)                  | 13.8 (56.8)                  |
| أدنى درجة حرارة °م (°ف)                       | 11.7 (53.1)                  | 10.2 (50.4)                  | 7.4 (45.3)                   | 5.1 (41.2)                   | 5.1 (41.2)                   | 4 (39)                       | 3 (37)                       | 3.1 (37.6)                   | 2.2 (36.0)                   | 5.1 (41.2)                   | 6.7 (44.1)                   | 9.4 (48.9)                   | 2.2 (36.0)                   |
| الهطول مم (إنش)                               | 6.3 (0.25)                   | 11.3 (0.44)                  | 16.3 (0.64)                  | 41.3 (1.63)                  | 112.8 (4.44)                 | 165.5 (6.52)                 | 156.2 (6.15)                 | 117.7 (4.63)                 | 69.2 (2.72)                  | 42.2 (1.66)                  | 18.2 (0.72)                  | 11.4 (0.45)                  | 764.6 (30.10)                |
| متوسط أيام هطول الأمطار (≥ 0.2 mm)            | 2.6                          | 2.6                          | 4.2                          | 7.8                          | 14.1                         | 17.8                         | 19.3                         | 17.4                         | 14.4                         | 10.9                         | 6.8                          | 3.9                          | 121.8                        |
| متوسط الرطوبة النسبية (%) (at {{{time day}}}) | 57                           | 55                           | 57                           | 59                           | 62                           | 64                           | 66                           | 63                           | 62                           | 62                           | 59                           | 60                           | 61                           |
| المصدر: Bureau of Meteorology                 |                              |                              |                              |                              |                              |                              |                              |                              |                              |                              |                              |                              |                              |

### الفنون
أشهر ممثلين من مدينة فريمانتل إيما بوث ، إوين ليزلي ، ديفيد فرانكفلين ، ماري وارد
و سيمون ليندون , سام ورذينجتن وميغان غيل أخذت دروسهما الأولى في التمثيل في كلية جون كورتين للفنون في فريمانتل، في عام 2009 فازت عارضة فريمانتل تاهني أتكينسون بالدورة الخامسة لمسابقة أستراليا نيكست توب موديل.

## توأمة
لفريمانتل اتفاقيات توأمة مع كل من:
- فونشال
- مولفتا
- فيسبادن

## أعلام
- فرنسيس رووي
- باري شيبرد
- جاك ديفيس
- توم فوكس
- مارتن كاتاليني
- بيتر براون
- ليونارد ترينت
- شون تان
- مايكل بيتكوفيتش
- جورج ألفرد ديفيز
- سامانثا كر
- ديكسي ويليس
- جوزيف ألين